# Eriba-Adad I
Eriba-Adad was koning van Assyrië, 1393 v.Chr. - 1365 v. Chr. Met hem begon de Midden-Assyrische periode.
Waarschijnlijk was hij niet meer dan een vazal van Mitanni. Dit koninkrijk raakte echter verstrikt in een dynastieke strijd tussen Tushratta en zijn broer Artatama en nadien diens zoon Shuttarna II die zich koning der Hurri noemden en steun zochten bij hun Assyrische vazallen. Er ontstond zo een pro-Hurri/Assur partij aan het Mitanni hof. Zijn zoon en opvolger Assur-uballit I zou daar handig gebruik van maken.